# Ursula Stäheli
Ursula Stäheli (* 23. Dezember 1957) ist eine ehemalige Schweizer Kugelstosserin.
Bei den Leichtathletik-Halleneuropameisterschaften wurde sie 1985 in Piräus Siebte und 1987 in Liévin Achte.
Von 1982 bis 1988 wurde sie siebenmal in Folge Schweizer Meisterin im Freien und in der Halle.

## Persönliche Bestleistungen
- Kugelstossen: 18,02 m, 14. August 1988, Zug (Schweizer Rekord)
  - Halle: 18,75 m, 25. Januar 1987, Magglingen (Schweizer Rekord)